# Arvika Östra församling
Arvika Östra församling var en församling i Arvika pastorat i Västra Värmlands kontrakt i Karlstads stift i Svenska kyrkan. Församlingen ligger i Arvika kommun i Värmlands län. 1 januari 2023 uppgick församlingen i Arvika-Ny församling.
Församlingens territorium utgjordes av Arvikas centralare delar, innanför ringleden. Dess församlingskyrka, Trefaldighetskyrkan, ligger österut i förhållande till församlingskyrkan i Arvika Västra församling till vilken resten av tätorten hör.

## Administrativ historik
Församlingen bildades 1 maj 1906 (enligt beslut den 22 december 1905) genom en utbrytning av Arvika köping ur Arvika församling. Namnet var före 1911 Arvika köpings församling och därefter till 1944 Arvika stadsförsamling. Från 1 januari 1944 (enligt beslut den 12 februari 1943) till 1 juni 2012 skrevs namnet Arvika östra församling med gemener. 1 januari 2023 uppgick församlingen i Arvika-Ny församling.
1 januari 1919 (enligt beslut den 1 juli 1918) överfördes till Arvika stadsförsamling från Arvika landsförsamling ett område omfattande vissa delar av hemmanen Solberga nr 1 och Vik nr 1 samt lägenheterna Sandlyckan, Varvet och Åsen.
1 januari 1921 (enligt beslut den 19 mars 1920) överfördes till Arvika stadsförsamling från Arvika landsförsamling ett område med 1 702 invånare och omfattande en areal av 2,74 km². Området bestod av Haga municipalsamhälle samt resterande delar av hemmanen Solberga nr 1 och Vik nr 1.
1 januari 1967 överfördes från Arvika östra till Arvika västra församling ett område med 130 invånare och omfattande en areal av 1,59 km², varav allt land. I motsatt riktning, från Arvika västra till Arvika östra församling överfördes ett område med 145 invånare och omfattande en areal av 0,46 km², varav allt land.

### Pastorat
- 1 maj 1906 till 1 maj 1909: annexförsamling i pastoratet Arvika landsförsamling, Arvika köping, Älgå och Ny
- 1 maj 1909 till 2002: eget pastorat.[10]
- Från 2002 ingick församlingen i Arvika pastorat.

## Areal
Arvika östra församling omfattade den 1 januari 1911 en areal av 2,55 km², varav 1,33 km² land. Arealen beräknades på uppgifter baserade på kartor framtagna av ekonomiska kartverket 1883-1895 i skalan 1:20 000. Arealuppgifterna i folk- och bostadsräkningarna 1970 och 1975 uppdaterades i avseende på Värmlands län genom nymätningar baserade på modernare kartor.
- 1 januari 1921: 7,36 km², varav 6,14 km² land.[8]
- 1 januari 1931: 7,36 km², varav 6,14 km² land.[12]
- 1 januari 1941: 7,36 km², varav 6,14 km² land.[13]
- 1 januari 1946: 7,36 km², varav 6,14 km² land.[6]
- 1 januari 1952: 7,36 km², varav 6,14 km² land.[14]
- 1 januari 1961: 7,36 km², varav 6,14 km² land.[15]
- 1 januari 1966: 6,14 km² land.[16][17]
- 1 januari 1971: 6,2 km², varav 5,0 km² land.[9]
- 1 januari 1976: 7,5 km², varav 5,4 km² land.[11]

## Kyrkor
- Trefaldighetskyrkan